# Étienne Marie Dutilh
Étienne Marie Dutilh, né le 25 mai 1751 à Tarbes (Hautes-Pyrénées), mort le 11 mai 1801 à Belle-Île-en-Mer (Morbihan), est un général de la révolution française.
Il est le fils de Guillaume Duthil, avocat et procureur du Sénéchal et de Marie Lanière.

## États de service
Il entre en service le 1er mars 1778, comme soldat au régiment de Beauvoisis, futur 57e régiment d'infanterie. Il est nommé sergent-major le 14 mars 1785, adjudant en 1787, et sous-lieutenant en 1791.
Le 16 janvier 1792, il devient lieutenant dans l'armée du Nord placée sous le commandement de Custine, et il passe capitaine le 12 juillet 1792. En octobre 1792, Georges Six le fait distinguer par les représentants du peuple. Il est envoyé à l'armée de l'Ouest.
Le 1er octobre 1793, il est nommé Adjudant-général chef de bataillon, employé comme chef d’état-major provisoire à l’armée de l’Ouest auprès d'Aubert Dubayet. Il est nommé adjudant-général chef de brigade provisoire le 1er novembre 1793, grade confirmé à l’armée de l’Ouest le 18 mai 1794.
Il est promu général de brigade d’infanterie le 1er janvier 1796 à l’Armée des côtes de l'Océan, et en mars 1796, il prend le commandement de Nantes. Il va instruire le procès Charette comme président du conseil de guerre
Le 22 septembre 1796, il est mis en congé de réforme. En 1797, il reprend du service comme commandant du département du Morbihan, et le 27 décembre 1798, il est nommé commandant militaire du département de la Manche.
Le 19 février 1801, il est envoyé à Belle-Île-en-Mer pour prendre le commandement de la garnison où il meurt le 11 mai 1801.

## Sources
- (en) « Generals Who Served in the French Army during the Period 1789 - 1814: Eberle to Exelmans »
- Thierry Pouliquen, « Les généraux français et étrangers ayant servis [sic] dans la Grande Armée » (consulté le 8 octobre 2013)
- (pl) « Napoléon.org.pl »